# Nógrádmarcal
Nógrádmarcal är en ort (by) i provinsen Nógrád i norra Ungern. Orten har 436 invånare (2024), på en yta av 19,93 km². Den ligger cirka 9 kilometer sydost om Balassagyarmat.